# HMS Audacious (1869)
HMS Audacious lagde navn til Audacious klassen af panserskibe i Royal Navy, bygget i slutningen af 1860'erne. Klassen var designet som "panserskibe af anden klasse", og var dermed udset til oversøisk tjeneste. For Audacious betød det, at skibet tilbragte en stor dele af sin karriere i farvandet omkring Kina. Skibet var i tjeneste til 1894, hvorefter det lå i reserve. I 1902 fik Audacious fjernet sin maskineri og blev et stationært skoleskib. Efter 1. verdenskrigs udbrud blev det slæbt til Scapa Flow, hvor det blev brugt som logiskib. Efter krigen blev skibet slæbt til Rosyth, og i 1929 blev Audacious solgt til ophugning. Navnet betyder "dristig", og skibet var det andet af foreløbigt seks med dette navn i Royal Navy.

## Design og konstruktion
Panserskibene af Audacious klassen var "central battery ships", altså skibe med artilleri og panser koncentreret i et batteri midtskibs. Typen betegnes også som kasematskib. Udformningen af batteriet blev ændret, så de blev de første britiske panserskibe med kanonerne fordelt over to dæk. Helt i tråd med tidens ideer om søkrigsførelse var det udstyret med vædderstævn. Besætningen var på 450 mand.
HMS Audacious 85,3 meter lang. Bredden var 16,5 meter og dybgangen syv meter. Skibet var det første britiske panserskib, der blev færdigbygget med lavere vægt end planlagt, så det blev derfor nødvendigt at tilføje 360 tons cement som ballast, for at gøre det mere stabilt. Det virkede, og Audacious og søsterskibene var periodens mest stabile britiske panserskibe. Audacious blev som et eksperiment forsynet med et lag zink under bunden for at forebygge korrosion. Det var tænkt som en pendant til at forsyne træskibe med kobberbund, (fordi kobber og jern ikke duer sammen), men det fungerede ikke i praksis.

### Fremdrift
Audacious havde to to-cylindrede dampmaskiner fra firmaet Ravenhill, der hver var koblet til en skrue med en diameter på 4,9 meter. De oprindelige skruer var fra firmaet Mangin og var udformet som dobbelte to-bladede skruer, for at give bedre gennemstrømning, når skibet gik under sejl. De blev senere udskiftet med almindelige skruer fra Griffiths. Der var seks rektangulære kedler, og de kunne forsyne maskinen med damp med et tryk på 31 psi. Maskineriet præsterede 4.021 HK, da skibet var på prøvesejlads den 21. oktober 1870, og Audacious nåede ved den lejlighed op på en hastighed på 12,83 knob. Der var plads ombord til 460 tons kul, hvilket rakte til 1.260 sømil ved en fart på 10 knob.
Audacious klassen var fra starten fuldriggere, med et sejlareal på 2.328 m2. Efter at HMS Captain var forlist i 1870, blev det besluttet at ændre dem til barkriggede skibe, med et sejlareal på 2.202 m2. De var langsomme under sejl, hvor de kun kunne præstere 6,5 knob, blandt andet på grund af modstanden fra skruerne. De tre skibe i klassen, der havde balanceret ror (Audacious, Vanguard og Invincible), blev beskrevet som uhåndterlige, når de kun gik under sejl.

### Artilleri
HMS Audacious havde 10 styk 22,9 cm kanoner og fire 15,2 cm kanoner, alle riflede forladere. Seks af de ti 22,9 cm kanoner stod på kanondækket, fordelt med tre i hver side. På det øverste dæk stod de sidste fire svære kanoner, i hvert sit hjørne af den pansrede kasemat, så de fik større skudfelt. Desuden kunne disse fire kanoner bruges i al slags vejr, uden risiko for at der trængte vand ind gennem kanonportene. De fire 16 cm kanoner var opstillet uden for kasematten, på det øverste dæk, to med skudfelt forud og to med skudfelt agterud. Endelig havde skibet seks salutkanoner.
De kraftige 22,9 cm kanoner havde et projektil med en vægt på 254 pund (115,2 kg) og hver kanon vejede 12 tons. Mundingshastigheden var 430 m/sekund og projektilerne var i stand til at gennembryde 287 mm jernpanser på klos hold. De mindre 16-centimeter kanoner affyrede projektiler med en vægt på 64 pund (29,0 kg) og deres mundingshastighed var 343 m/sekund.
I 1878 fik Audacious fire 35,6 cm torpedoapparater, som blev opstillet på kanondækket, uden for kasematten. Ved skibets eftersyn i 1889-90 fik det otte 10,2 cm riflede bagladere og fire hurtigtskydende 57 mm Hotchkiss kanoner som forsvar mod torpedobåde.

### Panser
Audacious var beskyttet hele vejen langs vandlinjen af et smedejernspanser, der var 203 mm tykt midskibs og aftog til 152 mm. Vandlinjepanseret dækkede et område op til en meter over vandlinjen og 1,5 m under vandlinjen. Kanonerne i kasematten var beskyttet af 203 mm panser, og pansringen af den tværgående del af kasematten var mellem 127 og 203 mm. Panseret var fastgjort på et lag teaktræ på mellem 203 og 254 mm. Den samlede vægt af panseret var 939 tons.

## Tjeneste
HMS Audacious blev bestilt 29. april 1867 hos Robert Napiers værft i Govan ved Glasgow. Skibet blev køllagt 26. juni 1867 og søsat 27. februar midt under en storm, der var så kraftig, at skroget blev beskadiget ved samme lejlighed. Audacious var færdigt 10. september 1870 og det hejste kommando den følgende måned.
Første tjeneste var som vagtskib ved Kingstown, Irland (det nuværende Dún Laoghaire), men allerede året efter blev skibet overført til Hull, hvor det afløste søsterskibet Invincible og var vagtskib til 1874. Derefter blev Audacious beordret til fjernøsten for at gøre tjeneste som flagskib for Kina-eskadren. Undervejs lykkedes det skibet at støde på grund to gange i Suezkanalen, på trods af, at der var slæbebåde med. Audacious afløste søsterskibet Iron Duke, og de to mødtes i Singapore. Iron Duke kom retur til fjernøsten i 1878, så Audacious kunne komme på værft i England. Derefter kom skibet til sin gamle post ved Hull in 1879, hvor det afløste HMS Endymion. Derefter fulgte et længere eftersyn, der også omfattede installeringen af nye kedler.
Eftersynet var overstået i marts 1883, og Audacious stævnede igen østpå og afløste Iron Duke som flagskib ved Kina senere samme år. Audacious blev der til 1889, og returnerede derpå til Chatham til et større eftersyn, der også omfattede nye kanoner og udskiftning af masterne med militærmaster uden rigning. Da det var gjort, kom skibet for tredje gang til Hull i 1890 og blev der til 1894, hvor det strøg kommando og blev overført til reserven. Audacious forsvandt fra flådelisten i 1902, da dets maskineri blev fjernet, og det blev stationært skoleskib i Plymouth. I april 1904 blev navnet ændret til Fisgard (det franske navn for den walisiske by Fishguard, hvor en fransk invasionsstyrke blev besejret i 1797). Skibet blev slæbt til Scapa Flow i 1914, da 1. verdenskrig var brudt ud, og her gjorde det tjeneste som logiskib under navnet Imperieuse. I 1919 blev det slæbt til Rosyth og omdøbt til Victorious. Efter næsten 60 år i Royal Navy blev det gamle skib solgt til ophugning 15. marts 1929.